# Jan Jonkers (politicus)
Jan Jonkers (Havelte, 8 april 1939 - Emmen, 2 maart 2020) was een Nederlands politicus van de PvdA. 
Hij was werkzaam bij het ziekenfonds in Meppel en was in die gemeente ook wethouder voor hij in oktober 1980 benoemd werd tot burgemeester van Zweeloo. In januari 1990 volgde zijn benoeming tot burgemeester van Appingedam. Jonkers ging daar in oktober 2000, na een burgemeesterschap van precies 20 jaar, vervroegd met pensioen. Vanaf april 2001 was hij nog enkele maanden waarnemend burgemeester van Reiderland. Jonkers overleed in 2020 op 80-jarige leeftijd.